# Strasburgeria
Strasburgeria, monotipski biljni rod u porodici Strasburgeriaceae, red Crossosomatales. Jedina vrsta je zimzeleno drvo S. robusta, endem s Nove Kaledonije nekada uključivan u rod Montrouziera

## Sinonimi
- Montrouziera robusta Vieill. ex Pancher & Sebert
- Strasburgeria calliantha Baill.